# 大滝村 (滋賀県)
大滝村（おおたきむら）は滋賀県犬上郡にあった村。現在の多賀町の南部、犬上川の上流域にあたる。

## 地理
- 山岳：高室山、三国岳、鈴ヶ岳、八ツ尾山
- 河川：犬上川
- 峠：鞍掛峠

## 歴史
- 1889年（明治22年）4月1日 - 町村制の施行により、藤瀬村・川相村・一ノ瀬村・仏ヶ後村・大杉村・樋田村・萱原村・楢崎村・壷村・小原村・霜ヶ原村・南後谷村・佐目村・大君ヶ畑村・富之尾村の区域をもって発足。
- 1955年（昭和30年）4月1日 - 多賀町・脇ヶ畑村と合併し、改めて多賀町が発足。同日大滝村廃止。